# 유킵
유킵은 대한민국의 DJ다. 아시아를 기반으로 활동하고 있다.

## 방송
- WET! (2023)

## 음반
- Bass Bump (2024)

## 공연
- 월드 디제이 페스티벌 (2022)
- 워터밤 인천 2022 (2022)
- 2023 월드 디제이 페스티벌 (2023)
- 워터밤 서울 2023 (2023)
- 워터밤 대전 2023 (2023)